# Ломниця-Здруй
Ломниця-Здруй (пол. Łomnica-Zdrój) — село в Польщі, у гміні Північна-Здруй Новосондецького повіту Малопольського воєводства.
Населення — 1922 особи (2011).
У 1975-1998 роках село належало до Новосондецького воєводства.

## Демографія
Демографічна структура станом на 31 березня 2011 року:
|          | Загалом | Допрацездатний вік | Працездатний вік | Постпрацездатний вік |
| -------- | ------- | ------------------ | ---------------- | -------------------- |
| Чоловіки | 982     | 245                | 642              | 95                   |
| Жінки    | 940     | 270                | 502              | 168                  |
| Разом    | 1922    | 515                | 1144             | 263                  |